# صدر الدين فضل الله
السيّد صدر الدين بن محمد أمين بن محيي الدين الحسني العامِلي (1884 - 1941 م) (1302 - 1360 هـ) فقيه جعفري وشاعر لبناني عثماني. ولد في عيناتا ونشأ بها. قرأ مقدماته فيها ثم هاجر إلى النجف في 1918 ودرس على علماءها البارزين، حتى حاز درجة عالية في الفقه فعاد إلى وطنه سنة 1931 فقام بتأدية الوظائف الدينة. توفي في مسقط رأسه.

## سيرته
هو صدر الدين بن محمد أمين بن محيي الدين بن نصر الله بن محمد بن فضل الله الحسني العاملي، وتعرف أسرته بـآل فضل الله، من الأسر العلوية التي هاجرت من الحجاز وسكنت جبل عامل.

ولد صدر الدين فضل سنة 1302 في عيناتا ودرس فيها في مدرسة عمه نجيب فضل الله على عبد الكريم شرارة، وموسى مغنية، وعمه نجيب. ثم ذهب إلى النجف في سنة 1337 هـ/ 1918 م وبقي فيها ثلاث عشرة سنة، تتلمذ على عدة علماء، منهم: أحمد كاشف الغطاء، ومحمد حسين كاشف الغطاء، وعبد الهادي الشيرازي، ومحمد حسين النائيني، ونعمة الدامغاني. ثم عاد إلى وطنه سنة 1350 هـ/ 1931 م فقيهًا ومرشدًا.

توفي سنة 1360 هـ/ 1941 م في مسقط رأسه عيناتا ودفن فيها. ابنه هو عبد المحسن فضل الله.

## شعره
في فترة اقامته في النجف كان له حضور أدبي بازز في أنديتها، خصوصًا في مجالس آل كاشف الغطاء حيث المطارحات والمساجلات الأدبية.
جاء في معجم البابطين عنه «قال في أغراض الشعر التقليدية، التشطير، والتخميس، والتأريخ، والمديح والغزل والهجاء (السياسي). عبارته جيدة السبك، أقرب إلى الجزالة، وصوره تراثية في جملتها، ولديه ميل إلى الحكم والمواعظ.»  ومن شعره متغزلًا:

## مؤلفاته
له من الآثار منظومة في الاصول و كتاب في الحكمة و غيرهما.

## وصلات خارجية
- في بوابة الشعراء